# Liste der deutschen Botschafter in den Vereinigten Arabischen Emiraten
Die Liste der deutschen Botschafter in den Vereinigten Arabischen Emiraten enthält die Botschafter der Bundesrepublik Deutschland in den Vereinigten Arabischen Emiraten. Sitz der Botschaft ist in Abu Dhabi.
| Name                           | Amtszeit  |
| ------------------------------ | --------- |
| Karl Heinz Kunzmann            | 1974–1975 |
| Hansjoachim Neumann            | 1975–     |
| Eberhard Kuhnt                 | 1979–1982 |
| Elmar Weindel                  | 1982–1984 |
| Thomas Trömel                  | 1984–1987 |
| Günter Held                    | 1987–1991 |
| Uwe Schramm                    | 1991–1994 |
| Helmut Arndt                   | 1994–1997 |
| Martin Schneller               | 1997–1999 |
| Alexander Mühlen               | 1999–2003 |
| Jürgen Alfred Joachim Steltzer | 2003–2007 |
| Klaus-Peter Brandes            | 2007–2011 |
| Nikolai von Schoepff           | 2011–2014 |
| Eckhard Lübkemeier             | 2014–2016 |
| Götz Lingenthal                | 2016–2018 |
| Ernst Peter Fischer            | 2018–2022 |
| Alexander Schönfelder          | ab 2022   |